# Panamerikanische Spiele 2011/Leichtathletik – 400 m der Frauen
Der 400-Meter-Lauf der Frauen bei den Panamerikanischen Spielen 2011 fand am 25. und 26. Oktober im Telmex Athletics Stadium in Guadalajara statt.
14 Athletinnen aus zehn Ländern nahmen an dem Wettbewerb teil. Die Goldmedaille gewann Jennifer Padilla nach 51,53 s, Silber ging an Daisurami Bonne mit 51,69 s und die Bronzemedaille sicherte sich Geisa Coutinho mit 51,87 s.

## Rekorde
Vor dem Wettbewerb galten folgende Rekorde:
| Weltrekord        | Marita Koch        | 47,60 s | Canberra, Australien                     | 6. Oktober 1985 |
| Rekord der Spiele | Ana Fidelia Quirot | 49,61 s | Panamerikanische Spiele in Havanna, Kuba | 5. August 1991  |

## Vorläufe
Aus den zwei Vorläufen qualifizierten sich die jeweils drei Ersten jedes Laufes – hellblau unterlegt – und zusätzlich die zwei Zeitschnellsten – hellgrün unterlegt – für das Finale.

### Lauf 1
25. Oktober 2011, 16:15 Uhr
| Platz | Bahn | Athletin          | Land                    | Zeit (s) |
| ----- | ---- | ----------------- | ----------------------- | -------- |
| 1     | 6    | Norma González    | Kolumbien               | 52,67    |
| 2     | 2    | Ameée Martínez    | Kuba                    | 52,76    |
| 3     | 8    | Joelma Sousa      | Brasilien               | 52,96    |
| 4     | 3    | Raysa Sánchez     | Dominikanische Republik | 53,08    |
| 5     | 7    | Nallely Vela      | Mexiko                  | 53,29    |
| 6     | 5    | Christian Brennan | Kanada                  | 53,34    |
| 7     | 4    | Leslie Cole       | Vereinigte Staaten      | 53,38    |

### Lauf 2
25. Oktober 2011, 16:22 Uhr
| Platz | Bahn | Athletin         | Land                           | Zeit (s) |
| ----- | ---- | ---------------- | ------------------------------ | -------- |
| 1     | 3    | Jennifer Padilla | Kolumbien                      | 51,76    |
| 2     | 5    | Daisurami Bonne  | Kuba                           | 52,20    |
| 3     | 6    | Patricia Hall    | Jamaika                        | 52,47    |
| 4     | 2    | Geisa Coutinho   | Brasilien                      | 52,56    |
| 5     | 8    | Kineke Alexander | St. Vincent und die Grenadinen | 53,42 SB |
| 6     | 4    | Jessica Cousins  | Vereinigte Staaten             | 54,38    |
| 7     | 7    | Kanika Beckles   | Grenada                        | 56,43    |

## Finale
26. Oktober 2011, 17:40 Uhr
| Platz | Bahn | Athletin         | Land                    | Zeit (s) |
| ----- | ---- | ---------------- | ----------------------- | -------- |
|       | 6    | Jennifer Padilla | Kolumbien               | 51,53 PB |
|       | 5    | Daisurami Bonne  | Kuba                    | 51,69 PB |
|       | 2    | Geisa Coutinho   | Brasilien               | 51,87    |
| 4     | 3    | Aymée Martínez   | Kuba                    | 52,09    |
| 5     | 4    | Norma González   | Kolumbien               | 52,18    |
| 6     | 7    | Joelma Sousa     | Brasilien               | 52,34    |
| 7     | 8    | Patricia Hall    | Jamaika                 | 52,69    |
| 8     | 1    | Raysa Sánchez    | Dominikanische Republik | 52,86    |